# Aleksandra Mierzejewska
Aleksandra Emilia Mierzejewska (5 de marzo de 1992) es una deportista polaca que compite en halterofilia. Ganó dos medallas en el Campeonato Europeo de Halterofilia, oro en 2018 y bronce en 2016.

## Palmarés internacional
| Campeonato Europeo | Campeonato Europeo | Campeonato Europeo | Campeonato Europeo |
| Año                | Lugar              | Medalla            | Categoría          |
| ------------------ | ------------------ | ------------------ | ------------------ |
| 2016               | Førde (Noruega)    | Medalla de bronce  | +75 kg             |
| 2018               | Bucarest (Rumania) | Medalla de oro     | +90 kg             |